# Jean Armand de Maillé-Brézé

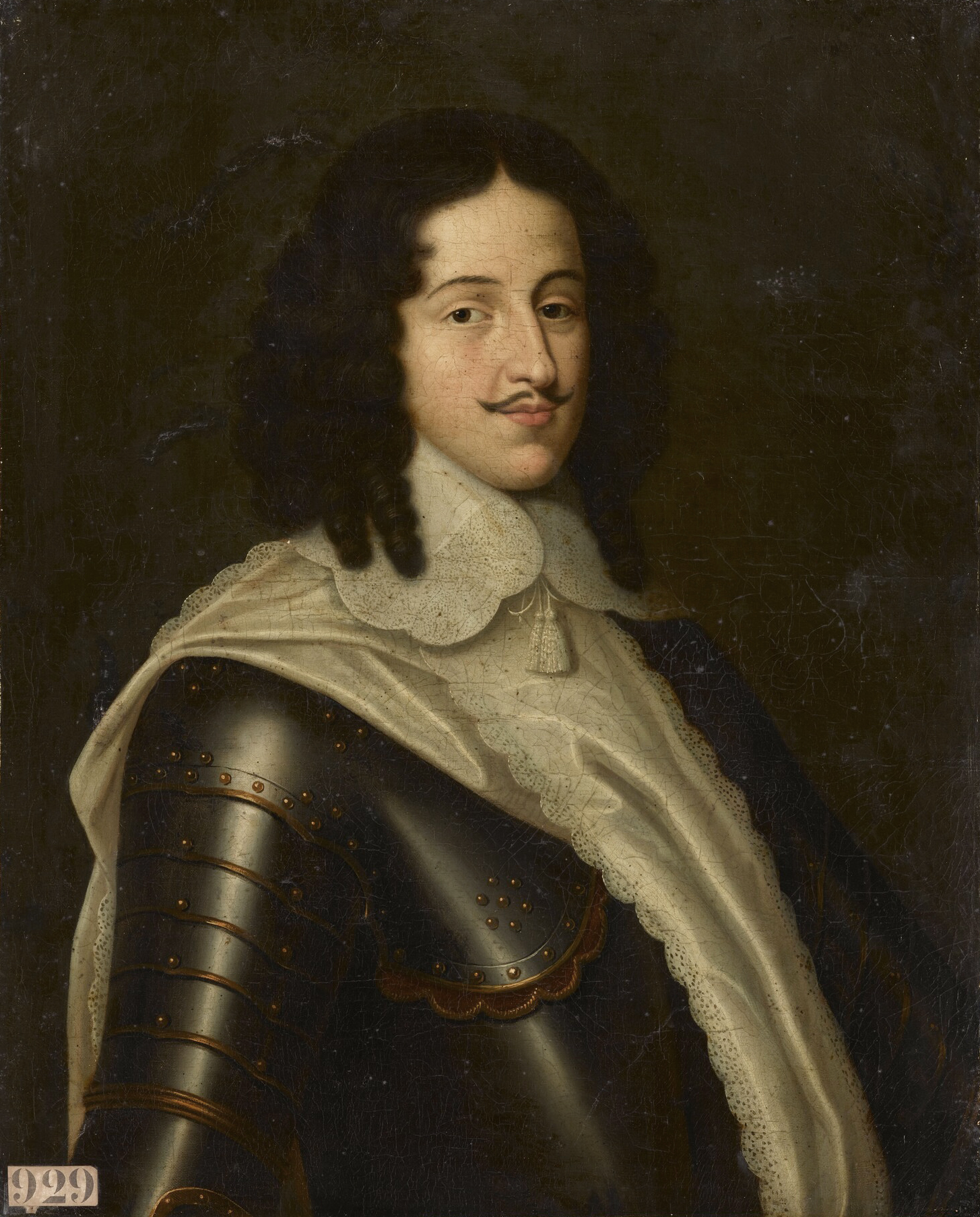
Jean Armand de Maillé-Brézé (Schloss Versailles)

Jean Armand de Maillé-Brézé, Herzog von Fronsac, Marquis de Brézé (* 18. Oktober 1619 in Milly-le-Meugon; † 14. Juni 1646 vor Orbetello) war ein französischer Admiral.

## Leben
Er wurde in eine der mächtigsten Familien Frankreichs der damaligen Zeit geboren. Sein Vater war Urbain de Maillé, Marquis de Brézé, Marschall von Frankreich, sein Onkel Kardinal Richelieu, König Ludwigs XIII. Erster Minister, und sein Schwager Louis II. de Bourbon, prince de Condé (besser bekannt als le Grand Condé), war der Erste Prinz von Geblüt. Stammsitz der Familie war das Schloss Brézé.
Seinem Onkel hatte er es zu verdanken, dass er schon im Alter von 17 Jahren den Titel des Grand-maître de la navigation (Großmeister der Marine) erhielt, einen von König Ludwig XIII. für Kardinal Richelieu neu geschaffenen Titel, der dem Admiral von Frankreich gleichkam.
Er war einer der prägenden Köpfe im Achtzigjährigen Krieg, schlug am 20. Juli 1640 in der Schlacht bei Cádiz die spanische Flotte und nahm danach Villafranca ein. 1641 wurde er nach Portugal geschickt, um die Portugiesen im Restaurationskrieg gegen Spanien zu unterstützen. 1642 schlug er bei Barcelona spanische Kräfte zurück und zerstörte in der bei Cartagena am 3. Juli 1643 eine spanische Flotte nahezu komplett. Am 14. Juni 1646 wurde er in der Schlacht bei Orbetello von einer Kanonenkugel getötet; Frankreich verlor die Schlacht gegen die spanische Flotte.
Seine sterblichen Überreste wurden in der Kapelle von Milly-le-Meugon, nahe den Schlossmauern, bestattet.

## Ehrungen
Drei Schiffe wurden zu seinen Ehren nach ihm benannt:
- Das 56-Kanonen-Linienschiff Brézé (1646–1665)[1]
- Der Großzerstörer Maillé-Brézé (1931–1940) der Vauquelin-Klasse, der 1940 nach der versehentlichen Explosion eines seiner Torpedos bei Greenock (Schottland) sank.
- Der Zerstörer Maillé-Brézé (1953–1988) der Surcouf-Klasse (T47-Klasse), der sich zurzeit in einem Museum in Nantes befindet